# Ampulex lugubris
Ampulex lugubris är en  stekelart som beskrevs av Arnold 1947. Ampulex lugubris ingår i släktet Ampulex och familjen Ampulicidae. Inga underarter finns listade i Catalogue of Life.